# Даниялов, Абдурахман Даниялович
Абдурахман Даниялович Дания́лов (авар. Даниялилазул Даниялил ГӀабдурахӀман; 22 августа 1908, с. Ругуджа, Гунибский округ, Дагестанская область, Российская империя, — 24 апреля 1981, Москва, СССР) — советский политический и партийный деятель, государственный и общественно-политический деятель Дагестана. Нарком земледелия Дагестанской АССР (1937—1939). Председатель Совета народных комиссаров Дагестанской АССР (1940—1948). Первый секретарь Дагестанского областного комитета КПСС (1948—1967). Председатель Президиума Верховного Совета Дагестанской АССР (1967—1970).

## Биография
Абдурахман Даниялович Даниялов родился 22 августа 1908 года в селе Ругуджа Гунибского района Дагестанской АССР в крестьянской семье. По этнической принадлежности — аварец. В период с 1920 по 1924 год Даниялов воспитывался в детском доме в Гунибском районе, затем в интернате горцев в Буйнакске. В 1928 году он окончил Буйнакский педагогический техникум и тогда же вступил в ВКП(б). В октябре того же года Даниялов занял должность ответственного секретаря Гунибского окружного комитета ВЛКСМ, в 1929 году — заведующего Агитационно-пропагандистским отделом Дагестанского обкома ВЛКСМ, а в марте 1930 года был назначен начальником Главного управления Народного комиссариата просвещения Дагестанской АССР.
В 1935 году Абдурахман Даниялов окончил Московский институт инженеров водного хозяйства, а в 1947 году заочно окончил Высшую партийную школу при ЦК ВКП(б). Нарком земледелия Дагестанской АССР (1937—1939). Председатель Совета народных комиссаров Дагестанской АССР (1940—1948).
Во время Великой Отечественной войны входил в Военный совет 44-й армии в звании генерал-майора и был членом Махачкалинского комитета обороны.
С 3 декабря 1948 года по 29 ноября 1967 года — первый секретарь Дагестанского обкома ВКП(б)—КПСС. С ноября 1967 года по 1970 год— Председатель Президиума Верховного Совета Дагестанской АССР.
Член ЦК КПСС в 1956—1971 годах (кандидат в члены ЦК в 1952—56 гг.). Депутат Верховного Совета СССР в 1946—1970 гг., член Президиума Верховного Совета в 1962—1970 гг. В 1969 году присуждена учёная степень кандидата исторических наук за совокупность работ по теме «Осуществление Ленинской национальной политики КПСС в Дагестане».
С 1970 года — персональный пенсионер союзного значения.
С 1971 года — старший научный сотрудник Института востоковедения Академии наук СССР. В 1974 году защитил докторскую диссертацию «Строительство социализма и развитие национальных отношений в Дагестане, 1920—1940 гг. (Опыт перехода к социализму ранее отсталых народов и развития национальных отношений на примере Даг. АССР)»

Памятник в Махачкале

Скончался 24 апреля 1981 года в Москве.
Похоронен в г. Махачкале рядом с женой и с детьми на мусульманском кладбище.

## Семья
Младший брат Гаджиали (1911—2006) — историк, заслуженный деятель науки РСФСР.
Жена Хадижа (родом из селения Чох; скончалась в 1983 г.).
Дети:
- дочь — Забида (кандидат медицинских наук; скончалась 21 января 2016 г.)
- старший — Митхат (доктор медицинских наук, профессор; скончался 29 мая 2004 г.),
- средний — Юсуп (кинорежиссёр, драматург, автор книги воспоминаний об отце; скончался 24 мая 2015 г.)
- младший — Махач (доктор исторических наук; скончался 12 июня 1998 г.).

Зять — историк, ректор ДГПИ и ДГУ Ахмед Магомедов (1930—1991 гг.).

## Награды
- Орден Ленина (13 января 1943) — за успешное выполнение задания Правительства по строительству оборонительных рубежей
- Орден Ленина
- Орден Ленина
- Орден Ленина
- Орден Ленина
- Орден Трудового Красного Знамени[2]
- Орден Отечественной Войны I-й степени[2]

## Критика
В национальной публицистике А. Даниялова нередко обвиняют в проведении национальной политики, направленной на ущемление прав лакского, лезгинского, кумыкского, чеченского и андо-цезских народов..

## Память
Именем Абдурахмана Даниялова названа улица в Махачкале.